# Władisław Tkaczow
Władisław Iwanowicz Tkaczow, ros. Владислав Иванович Ткачёв, fr. Vladislav Tkachiev (ur. 9 listopada 1973 w Moskwie) – francuski szachista pochodzenia rosyjskiego, arcymistrz od 1996 roku.

## Kariera szachowa
W roku 1982 wraz z rodziną przeniósł się do Kazachstanu, zaś rok później poznał tajniki gry w szachy. W roku 1985 zwyciężył w mistrzostwach Kazachstanu juniorów. Na swoim koncie posiada również dwa złote medale mistrzostw tego kraju. Od 1998 r. reprezentuje barwy Francji.
Pomiędzy 1997 a 2004 rokiem uczestniczył we wszystkich pięciu pucharowych turniejach o mistrzostwo świata. Największy sukces osiągnął w roku 2000 w New Delhi, gdzie awansował do V rundy (najlepszej ósemki świata), w której przegrał z Aleksandrem Griszczukiem. Sporym osiągnięciem zakończył również turniej w roku 1997 w Groningen, awansując do rundy IV (w której uległ Borysowi Gelfandowi).
Zwyciężył w turniejach rozegranych w Oakham (1993), Cannes (1996 i 1999), Makarskiej (1997) oraz na Wyspie Man (1996). W roku 2005 awansował do półfinału mistrzostw Rosji, rozgrywanych systemem pucharowym, zaś rok później zdobył w Besançon złoty medal mistrzostw Francji (pokonując w barażu Laurent Fressineta). W 2007 odniósł kolejne sukcesy: w Dreźnie zdobył tytuł indywidualnego mistrza Europy, natomiast w Aix-les-Bains – tytuł wicemistrza swojego kraju. W 2009 r. zdobył drugi w karierze tytuł mistrza Francji.
Uznawany jest za jednego z najlepszych na świecie graczy, specjalizujących się w grze błyskawicznej. W roku 2004 zwyciężył w silnie obsadzonym turnieju w Moskwie, przed m.in. Aleksandrem Morozewiczem, Aleksandrem Griszczukiem, Aleksiejem Driejewem oraz Siergiejem Rublewskim, natomiast w 2007 r. zdobył w Ajaccio tytuł mistrza Europy. W 2013 r. zdobył w Warszawie srebrny medal indywidualnych mistrzostw Europy w szachach błyskawicznych. W 2015 r. zwyciężył w otwartym turnieju w Cannes oraz podzielił I m. (wspólnie z Władisławem Artiemjewem) w memoriale Gieorgija Agzamowa w Taszkencie.
Wielokrotny reprezentant Kazachstanu i Francji w rozgrywkach drużynowych, m.in.:
- sześciokrotnie na olimpiadach szachowych (w latach 1992, 1994, 2008, 2010, 2012, 2014); medalista: indywidualnie – złoty (2012 – na IV szachownicy)[11],
- dwukrotnie na drużynowych mistrzostwach Europy (w latach 2007, 2013); medalista: wspólnie z drużyną – srebrny (2013)[12].

Najwyższy ranking w dotychczasowej karierze osiągnął 1 stycznia 2001 r., z wynikiem 2672 punktów zajmował wówczas 25. miejsce na światowej liście FIDE.
We wrześniu 2009 r. stał się bohaterem niechlubnego wydarzenia, zasypiając podczas rozgrywania partii w 4. rundzie międzynarodowego turnieju w Kalkucie.